# Ерік Піто
Ерік Піто (фр. Erick Pitau, 14 березня 1952 — 6 травня 1999) — французький хокеїст на траві.
Учасник Олімпійських Ігор 1972 року.